# Ricky Pierce
Ricky Charles Pierce (Dallas, Texas; 19 de agosto de 1959) es un exjugador de baloncesto estadounidense que disputó 16 temporadas en la NBA. Con 1,93 metros de altura, jugaba en la posición de escolta. 

## Trayectoria

### Universidad
Tras asistir al instituto Garland High School, jugó al baloncesto universitario en el Walla Walla Community College (1978–1979), para luego disputar tres temporadas con los Owls (1979–1982), de la Universidad de Rice, donde se graduó en Arte de Kinesiología en 2012.

### Profesional
Fue elegido por los Detroit Pistons en la primera ronda (puesto 18) en el Draft de la NBA de 1982. 
Ganó el premio como el "Mejor Sexto Hombre" (o mejor suplente) en dos ocasiones cuando jugaba para los Milwaukee Bucks (1987 y 1990).
Marcó el récord de encestar tiros libres consecutivos en partidos, convirtiendo un total de 75 en 1991, cuando jugaba para los Seattle SuperSonics. 
Se retiró definitivamente del baloncesto tras la temporada 1997-98 cuando se encontraba en su segundo paso por los Bucks, tras pasar brevemente el AEK B. C. griego en 1997.

## Estadísticas de su carrera en la NBA

### Temporada regular
| Año      | Equipo       | PJ  | PT  | MPP  | %TC  | %3P  | %TL   | RPP | APP | ROB | TPP | PPP  |
| -------- | ------------ | --- | --- | ---- | ---- | ---- | ----- | --- | --- | --- | --- | ---- |
| 1982-83  | Detroit      | 39  | 1   | 6.8  | .375 | .143 | .563  | .9  | .4  | .2  | .1  | 2.2  |
| 1983-84  | San Diego    | 69  | 35  | 18.6 | .470 | .000 | .861  | 2.0 | .9  | .4  | .2  | 9.9  |
| 1984-85  | Milwaukee    | 44  | 3   | 20.0 | .537 | .250 | .823  | 2.7 | 2.1 | .8  | .1  | 9.8  |
| 1985-86  | Milwaukee    | 81  | 8   | 26.5 | .538 | .130 | .858  | 2.9 | 2.2 | 1.0 | .1  | 13.9 |
| 1986-87  | Milwaukee    | 79  | 31  | 31.7 | .534 | .107 | .880  | 3.4 | 1.8 | .8  | .3  | 19.5 |
| 1987-88  | Milwaukee    | 37  | 0   | 26.1 | .510 | .214 | .877  | 2.2 | 2.0 | .6  | .2  | 16.4 |
| 1988-89  | Milwaukee    | 75  | 4   | 27.7 | .518 | .222 | .859  | 2.6 | 2.1 | 1.0 | .3  | 17.6 |
| 1989-90  | Milwaukee    | 59  | 0   | 29.0 | .510 | .346 | .839  | 2.8 | 2.3 | .8  | .1  | 23.0 |
| 1990-91  | Milwaukee    | 46  | 0   | 28.8 | .499 | .398 | .907  | 2.5 | 2.1 | .8  | .2  | 22.5 |
| 1990-91  | Seattle      | 32  | 0   | 26.3 | .463 | .391 | .925  | 2.3 | 2.3 | .7  | .1  | 17.5 |
| 1991-92  | Seattle      | 78  | 78  | 34.1 | .475 | .268 | .916  | 3.0 | 3.1 | 1.1 | .3  | 21.7 |
| 1992-93  | Seattle      | 77  | 72  | 28.8 | .489 | .372 | .889  | 2.5 | 2.9 | 1.3 | .1  | 18.2 |
| 1993-94  | Seattle      | 51  | 0   | 20.0 | .471 | .188 | .896  | 1.6 | 1.8 | .8  | .1  | 14.5 |
| 1994-95  | Golden State | 27  | 6   | 24.9 | .437 | .329 | .877  | 2.4 | 1.5 | .8  | .1  | 12.5 |
| 1995-96  | Indiana      | 76  | 2   | 18.5 | .447 | .337 | .849  | 1.8 | 1.3 | .8  | .1  | 9.7  |
| 1996-97  | Denver       | 33  | 10  | 18.2 | .462 | .308 | .902  | 1.6 | .9  | .4  | .2  | 10.2 |
| 1996-97  | Charlotte    | 27  | 17  | 24.1 | .502 | .536 | .889  | 2.5 | 1.8 | .5  | .1  | 12.0 |
| 1997-98  | Milwaukee    | 39  | 0   | 11.3 | .364 | .308 | .827  | 1.2 | .9  | .2  | .0  | 3.9  |
| Total    | Total        | 969 | 269 | 24.4 | .493 | .322 | .875  | 2.4 | 1.9 | .8  | .2  | 14.9 |
| All-Star | All-Star     | 1   | 0   | 19.0 | .500 | –    | 1.000 | 2.0 | 2.0 | .0  | .0  | 9.0  |

### Playoffs
| Año   | Equipo    | PJ | PT | MPP  | %TC  | %3P  | %TL  | RPP | APP | ROB | TPP | PPP  |
| ----- | --------- | -- | -- | ---- | ---- | ---- | ---- | --- | --- | --- | --- | ---- |
| 1985  | Milwaukee | 8  | 1  | 24.8 | .493 | .000 | .778 | 2.3 | 1.9 | .4  | .1  | 9.9  |
| 1986  | Milwaukee | 13 | 0  | 24.8 | .460 | .000 | .889 | 2.8 | 1.5 | .6  | .2  | 11.1 |
| 1987  | Milwaukee | 12 | 2  | 26.4 | .479 | –    | .821 | 2.3 | 1.3 | .8  | .4  | 15.9 |
| 1988  | Milwaukee | 5  | 0  | 21.0 | .472 | .200 | .889 | 2.8 | 1.8 | .2  | .4  | 11.8 |
| 1989  | Milwaukee | 9  | 0  | 32.4 | .546 | .750 | .872 | 2.8 | 2.8 | 1.2 | .2  | 22.3 |
| 1990  | Milwaukee | 4  | 0  | 30.5 | .467 | .500 | .903 | 2.3 | 1.5 | 1.3 | .0  | 22.3 |
| 1991  | Seattle   | 5  | 0  | 22.4 | .333 | .300 | .941 | 2.8 | .8  | .8  | .2  | 11.4 |
| 1992  | Seattle   | 9  | 9  | 35.1 | .481 | .273 | .870 | 2.4 | 3.1 | .6  | .1  | 19.6 |
| 1993  | Seattle   | 19 | 19 | 30.4 | .456 | .400 | .898 | 2.4 | 2.2 | .6  | .2  | 17.7 |
| 1994  | Seattle   | 5  | 0  | 14.8 | .452 | –    | .706 | 1.0 | .6  | .2  | .0  | 8.0  |
| 1996  | Indiana   | 5  | 4  | 26.6 | .340 | .250 | .850 | .8  | 3.0 | 1.6 | .2  | 10.2 |
| 1997  | Charlotte | 3  | 2  | 29.0 | .458 | .143 | –    | 2.7 | 1.3 | .7  | .0  | 7.7  |
| Total | Total     | 97 | 37 | 27.4 | .466 | .355 | .866 | 2.4 | 1.9 | .7  | .2  | 14.9 |

## Vida personal
Ricky está casado con Joyce Pierce, con la que tiene tres hijos.